# Zombie Studios
Zombie Studios és una empresa desenvolupadora de videojocs situada a Seattle, EUA que crea videojocs de consola, ordinador, mòbil i jocs per la web. Va ser creat per Joanna Alexander i Mark Long el 1994, anteriorment del Sarnoff Research Center. Alexander i Long van fundar el Zombie després que ells acabessin un videojoc de realitat virtual per a consola a Hasbro de Sarnoff el 1993. Des de llavors, Zombie ha dissenyat i produït 18 videojocs originals de distribució mundial en algunes de les més bones plataformes consoleres (de la SEGA Genesis a ordinadors de 64b).

## Títols
- America's Army: Rise of a Soldier
- Shadow Ops: Red Mercury
- Delta Force: Task Force Dagger
- Ballistic: Ecks vs. Sever
- Rainbow Six: Covert Operations Essentials
- Super Bubble Pop
- Spec Ops: Platinum Collection
- Spearhead
- Bluewater Hunter
- Alcatraz: Prison Escape
- Atlantis The Lost Empire: Trial by Fire
- ZPC
- Zork: Nemesis
- Locus
- Ice & Fire
- Pitfall: The Mayan Adventure
- Future Force Company Commander
- Future Soldier Trainer (jocs Serious)
- Rogue Warrior: Black Razor